# Orbicella franksi
Espèce
Synonymes
- Montastraea franksi (Gregory, 1895)[1]

Orbicella franksi est une espèce de coraux appartenant à la famille des Merulinidae.

## Publication originale
- Gregory, 1895 : Contributions to the palaeontology and physical geology of the West Indies. Quarterly Journal of the Geological Society of London, vol. 51, pp. 255-312 (en).